# Lamar Patterson
Lamar Patterson (nacido el 12 de agosto de 1991 en Lancaster, Pennsylvania) es un jugador profesional de baloncesto estadounidense que pertenece a la plantilla de los Cariduros de Fajardo de la Baloncesto Superior Nacional. También jugó baloncesto universitario para los Panthers de la Universidad de Pittsburgh.

## Trayectoria deportiva

### Instituto
Patterson asistió al instituto "J. P. McCaskey High School" en Lancaster, Pennsylvania, luego asistió al instituto "Saint Benedict's Preparatory School" en Newark, Nueva Jersey. En su última temporada como "senior", promedió 10,0 puntos, 8,5 rebotes y 2,5 robos por partido y ayudó a liderar al instituto Saint Benedict's a un récord de 24-3.

### Universidad
Patterson optó por jugar baloncesto universitario para los Pittsburgh Panthers. Durante su primer año como "freshman", sufrió una lesión en el tobillo en un partido contra Wichita State en noviembre de 2009 y se perdió la mayor parte de la temporada. Patterson regresó a cancha para la temporada 2010-11 y se convirtió en un jugador de rotación clave para los Panthers. En la temporada 2011-12, Patterson se convirtió en titular y levantó su promedio de anotación de 2,6 a 9,6 puntos por partido. Terminó la temporada con buena nota, ya que lideró al equipo al título del College Basketball Invitational de 2012. Patterson promedió 13,3 puntos, 6 rebotes y 4,5 asistencias por partido en el torneo, donde fue nombrado MVP.
En su tercera temporada como "junior", Patterson ayudó a los Panthers de vuelta al Campeonato de la NCAA, sin embargo, una vez allí, Pittsburgh perdió ante el finalmente participante de la Final Four; Wichita State. Patterson regresó para su último año como "senior" cuando los Panthers se trasladaron a la Atlantic Coast Conference. Patterson disfrutó de una gran temporada ya que fue de los mejores jugadores de la liga, elevando su promedio de anotación a 17,1 desde 10,0 de su tercer año como "junior". Al final de la temporada, Patterson fue nombrado en el segundo mejor quinteto de la Atlantic Coast Conference tanto por los entrenadores como por los medios de comunicación de la liga.

### Profesional
El 26 de junio de 2014, Patterson fue seleccionado en el puesto número 48 de la segunda ronda en el Draft de la NBA de 2014 por los Milwaukee Bucks, posteriormente fue traspasado a los Atlanta Hawks en la noche del draft. En julio de 2014, se unió a los Hawks para disputar la NBA Summer League 2014. El 5 de agosto de 2014, firmó con el Tofaş Bursa de la Liga de Baloncesto de Turquía.
En julio de 2015 firmó un contrato con los Atlanta Hawks, tras promediar en la NBA Summer League 13,1 puntos, 5,1 rebotes, 3,4 asistencias y 1,6 robos de balón por partido.
En julio de 2016 fue descartado por los Hawks, que no quisieron garantizar su contrato. Días después fue reclamado de entre los despedidos por Sacramento Kings. El 19 de octubre fue despedido tras disputar cuatro partidos de pretemporada.
En enero de 2017 fichó por 10 días con los Atlanta Hawks.
En verano de 2017, firma por los Santeros de Aguada de la Baloncesto Superior Nacional.
En la temporada 2017-18, llega a Europa para jugar en el Auxilium Torino de la Lega Basket Serie A.
En 2018, firmó por los Brisbane Bullets de la NBL Australia, en el que permanecería durante cuatro temporadas. En 2020, disputaría con los Piratas de Quebradillas la Baloncesto Superior Nacional, la máxima categoría del baloncesto en Puerto Rico. En la temporada 2021-22, con el conjunto australiano promedió 21.4 puntos y 6 rebotes por encuentro. 
El 28 de mayo de 2022, firma por Cariduros de Fajardo de la Baloncesto Superior Nacional.

## Estadísticas de su carrera en la NBA

### Temporada regular
| Año     | Equipo  | PJ | PT | MPP  | %TC  | %3P  | %TL  | RPP | APP | ROB | TPP | PPP |
| ------- | ------- | -- | -- | ---- | ---- | ---- | ---- | --- | --- | --- | --- | --- |
| 2015-16 | Atlanta | 35 | 0  | 11.3 | .350 | .245 | .727 | 1.4 | 1.1 | .3  | .1  | 2.4 |
| 2016-17 | Atlanta | 5  | 0  | 8.0  | .200 | .167 | .667 | 1.4 | 1.2 | .2  | .0  | 1.8 |
| Total   | Total   | 40 | 0  | 10.9 | .326 | .236 | .720 | 1.4 | 1.1 | .3  | .1  | 2.3 |

### Playoffs
| Año   | Equipo  | PJ | PT | MPP | %TC  | %3P  | %TL   | RPP | APP | ROB | TPP | PPP |
| ----- | ------- | -- | -- | --- | ---- | ---- | ----- | --- | --- | --- | --- | --- |
| 2016  | Atlanta | 4  | 0  | 5.0 | .286 | .333 | 1.000 | 1.3 | 0.8 | 0.3 | 0.0 | 1.5 |
| Total | Total   | 4  | 0  | 5.0 | .286 | .333 | 1.000 | 1.3 | 0.8 | 0.3 | 0.0 | 1.5 |